# Lista de prefeitos eleitos no Piauí em 1988
Na formação desta lista foram consultados arquivos on line do Tribunal Regional Eleitoral e Tribunal Superior Eleitoral, sendo que por ocasião do pleito o Piauí contava com 118 municípios.

## Contexto histórico
Pela primeira vez em vinte e seis anos, todas as cidades do Piauí elegeram seus prefeitos, vice-prefeitos e vereadores sem qualquer ressalva legal ou interferência do Governo Federal. Em relação a 1982, os piauienses elegeram cinco prefeitos a mais dadas as eleições municipais de 1985 em Teresina e em Guadalupe. e a criação dos municípios de Alagoinha do Piauí em 1986 e de Dom Inocêncio e São João da Canabrava em 1988.
O processo eleitoral teve início antes de promulgada a nova Constituição (fato que ocorreu quarenta dias antes do pleito), por isso a regra alusiva ao segundo turno nas cidades com mais de duzentos mil eleitores não foi aplicada, subsistindo a vitória por maioria de votos. Foi a primeira eleição realizada no governo Alberto Silva e aconteceu em 15 de novembro. Os vitoriosos foram empossados em 1º de janeiro de 1989 para um mandato de quatro anos.

## Resultado do pleito

### Prefeitos eleitos pelo PFL
O partido triunfou em 65 municípios, o equivalente a 55,08% do total.
| Bandeira              | Município               | Prefeito eleito                      | Partido | Nascido em              | UF                  |
| --------------------- | ----------------------- | ------------------------------------ | ------- | ----------------------- | ------------------- |
| Bandeira desconhecida | Agricolândia            | Juarez de Sousa Santana              | PFL     | São João dos Patos      | Maranhão            |
| Bandeira desconhecida | Água Branca             | João Luís Lopes de Sousa             | PFL     | Água Branca             | Piauí               |
| Bandeira desconhecida | Alto Longá              | Martinho Vieira Gomes                | PFL     | Alto Longá              | Piauí               |
| Altos                 | Altos                   | José Batista Fonseca                 | PFL     | Fortaleza               | Ceará               |
| Bandeira desconhecida | Antônio Almeida         | Nelson Martins de Araújo             | PFL     | Antônio Almeida         | Piauí               |
| Bandeira desconhecida | Aroazes                 | José Soares Amorim                   | PFL     | Aroazes                 | Piauí               |
| Bandeira desconhecida | Arraial                 | Odontino Ferreira dos Santos         | PFL     | Arraial                 | Piauí               |
| Bandeira desconhecida | Barreiras do Piauí      | Hans Barreira e Lira                 | PFL     | Barreiras do Piauí      | Piauí               |
| Bandeira desconhecida | Barro Duro              | Antônio Pessoa dos Santos            | PFL     | Barro Duro              | Piauí               |
| Bandeira desconhecida | Beneditinos             | Francisco Edval Campelo Almendra     | PFL     | Beneditinos             | Piauí               |
| Bandeira desconhecida | Bocaina                 | Gilberto Leal de Barros              | PFL     | Bocaina                 | Piauí               |
| Canto do Buriti       | Canto do Buriti         | Péricles Pires Chaves                | PFL     | Canto do Buriti         | Piauí               |
| Bandeira desconhecida | Caracol                 | Martinho Valter Rodrigues Figueiredo | PFL     | Caracol                 | Piauí               |
| Bandeira desconhecida | Castelo do Piauí        | João Soares dos Reis                 | PFL     | Castelo do Piauí        | Piauí               |
| Bandeira desconhecida | Conceição do Canindé    | Álvaro Moreira de Freitas Filho      | PFL     | Conceição do Canindé    | Piauí               |
| Bandeira desconhecida | Corrente                | João Cavalcanti Barros               | PFL     | Corrente                | Piauí               |
| Bandeira desconhecida | Cristalândia do Piauí   | Moisés da Cunha Lemos                | PFL     | Cristalândia do Piauí   | Piauí               |
| Bandeira desconhecida | Cristino Castro         | Verival Martins Vasconcelos          | PFL     | Jerumenha               | Piauí               |
| Dirceu Arcoverde      | Dirceu Arcoverde        | Hipólito Miguelino Braga             | PFL     | Dirceu Arcoverde        | Piauí               |
| Bandeira desconhecida | Dom Inocêncio           | Manoel Lira Parente                  | PFL     | Bom Jesus               | Piauí               |
| Bandeira desconhecida | Domingos Mourão         | Antônio Miguel Feitosa dos Santos    | PFL     | Pedro II                | Piauí               |
| Bandeira desconhecida | Elesbão Veloso          | Francisco José Portela Moura         | PFL     | Elesbão Veloso          | Piauí               |
| Bandeira desconhecida | Esperantina             | Joe Alves de Alcântara               | PFL     | Teresina                | Piauí               |
| Bandeira desconhecida | Flores do Piauí         | Francisco Pereira de Miranda         | PFL     | Flores do Piauí         | Piauí               |
| Bandeira desconhecida | Floriano                | José Leão Azevedo de Carvalho        | PFL     | Barão de Grajaú         | Maranhão            |
| Bandeira desconhecida | Francinópolis           | José Lopes da Silva Neto             | PFL     | Valença do Piauí        | Piauí               |
|                       | Francisco Ayres         | Valdemar Pereira de Sousa            | PFL     | Francisco Ayres         | Piauí               |
| Bandeira desconhecida | Francisco Santos        | Elpídio Arlindo Lima                 | PFL     | Francisco Santos        | Piauí               |
| Bandeira desconhecida | Guadalupe               | Júlio César de Carvalho Lima         | PFL     | Guadalupe               | Piauí               |
| Bandeira desconhecida | Hugo Napoleão           | Antônio Gomes da Costa               | PFL     | Hugo Napoleão           | Piauí               |
| Bandeira desconhecida | Inhuma                  | João Ferreira Gonçalves              | PFL     | Inhuma                  | Piauí               |
| Bandeira desconhecida | Isaías Coelho           | Isaías Coelho Sobrinho               | PFL     | Simplício Mendes        | Piauí               |
| Bandeira desconhecida | Joaquim Pires           | Antônio da Silva Ramos               | PFL     | Joaquim Pires           | Piauí               |
| Bandeira desconhecida | Landri Sales            | Alcino da Silva Guedes               | PFL     | Landri Sales            | Piauí               |
| Luzilândia            | Luzilândia              | Raimundo Nonato Marques              | PFL     | Luzilândia              | Piauí               |
| Bandeira desconhecida | Manoel Emídio           | Josenildo Leal Moreira               | PFL     | São Paulo               | São Paulo           |
| Bandeira desconhecida | Matias Olímpio          | José Vaz de Aguiar                   | PFL     | -                       | -                   |
| Bandeira desconhecida | Monte Alegre do Piauí   | Nivaldo Silva Sousa                  | PFL     | Brotas de Macaúbas      | Bahia               |
| Bandeira desconhecida | Padre Marcos            | Afonso Moura Macedo                  | PFL     | Padre Marcos            | Piauí               |
| Bandeira desconhecida | Paes Landim             | José Dias de Oliveira                | PFL     | São José do Peixe       | Piauí               |
| Bandeira desconhecida | Palmeira do Piauí       | João da Cruz Rosal da Luz            | PFL     | Palmeira do Piauí       | Piauí               |
| Bandeira desconhecida | Palmeirais              | Lourival Celestino de Sousa          | PFL     | Palmeirais              | Piauí               |
| Bandeira desconhecida | Parnaguá                | Marlos Afonso Mascarenhas Rocha      | PFL     | Parnaguá                | Piauí               |
| Picos                 | Picos                   | José Néri de Sousa                   | PFL     | Ipaumirim               | Ceará               |
| Bandeira desconhecida | Pimenteiras             | Romualdo de Sousa Pereira            | PFL     | Pimenteiras             | Piauí               |
| Bandeira desconhecida | Regeneração             | Francisco Edmilson Cavalcante        | PFL     | Amarante                | Piauí               |
| Bandeira desconhecida | Ribeiro Gonçalves       | Ubiratan Ribeiro Soares              | PFL     | Ribeiro Gonçalves       | Piauí               |
| Bandeira desconhecida | Rio Grande do Piauí     | Antônio Luís da Costa Feitosa        | PFL     | Rio Grande do Piauí     | Piauí               |
| Bandeira desconhecida | Santa Filomena          | Quirino Lustosa Avelino              | PFL     | Santa Filomena          | Piauí               |
| Bandeira desconhecida | Santa Luz               | Cidelton da Cunha Pinheiro           | PFL     | Santa Luz               | Piauí               |
| Bandeira desconhecida | Santo Antônio de Lisboa | Francisco Pereira dos Santos Filho   | PFL     | Santo Antônio de Lisboa | Piauí               |
| Bandeira desconhecida | Santo Inácio do Piauí   | Pedro Everardo de Sousa Barbosa      | PFL     | Santo Inácio do Piauí   | Piauí               |
| Bandeira desconhecida | São Félix do Piauí      | Wilson Pio Barbosa                   | PFL     | Picos                   | Piauí               |
| Bandeira desconhecida | São Gonçalo do Piauí    | Luís de Sousa Ribeiro                | PFL     | -                       | -                   |
| São João da Canabrava | São João da Canabrava   | Pedro Isidoro Neto                   | PFL     | Picos                   | Piauí               |
| Bandeira desconhecida | São João da Serra       | Edmilson Mendes Frazão               | PFL     | Valença do Piauí        | Piauí               |
| Bandeira desconhecida | São José do Peixe       | Cristóvão Dias de Oliveira           | PFL     | São José do Peixe       | Piauí               |
| Bandeira desconhecida | São Julião              | Carlos Alberto Bezerra de Alencar    | PFL     | São Julião              | Piauí               |
| Bandeira desconhecida | São Pedro do Piauí      | Antônio Sobral Veloso                | PFL     | Amarante                | Piauí               |
| Bandeira desconhecida | Simões                  | Abércio Josias de Carvalho           | PFL     | Simões                  | Piauí               |
| Bandeira desconhecida | Simplício Mendes        | Felipe Néri de Sousa Moura           | PFL     | Simplício Mendes        | Piauí               |
| União                 | União                   | João de Araújo Borges                | PFL     | -                       | -                   |
| Bandeira desconhecida | Uruçuí                  | Elmar Leitão de Carvalho             | PFL     | Uruçuí                  | Piauí               |
| Bandeira desconhecida | Valença do Piauí        | Francisco de Assis Alcântara         | PFL     | Ipanguaçu               | Rio Grande do Norte |
| Bandeira desconhecida | Várzea Grande           | Maria Sousa                          | PFL     | Várzea Grande           | Piauí               |

### Prefeitos eleitos pelo PMDB
O partido triunfou em 27 municípios, o equivalente a 22,88% do total.
| Bandeira              | Município              | Prefeito eleito                           | Partido | Nascido em           | UF    |
| --------------------- | ---------------------- | ----------------------------------------- | ------- | -------------------- | ----- |
| Bandeira desconhecida | Angical do Piauí       | Raimundo Luís Soares Vilarinho            | PMDB    | Amarante             | Piauí |
| Bandeira desconhecida | Avelino Lopes          | Antônio Carlos Gomes de Brito             | PMDB    | União                | Piauí |
| Barras                | Barras                 | Joaquim Lucas Furtado                     | PMDB    | Barras               | Piauí |
| Bandeira desconhecida | Batalha                | Antônio Lages Alves                       | PMDB    | Campo Maior          | Piauí |
| Bandeira desconhecida | Bertolínia             | Francisco Donato Linhares de Araújo Filho | PMDB    | Floriano             | Piauí |
| Bandeira desconhecida | Capitão de Campos      | Marcos Carvalho de Alencar Filho          | PMDB    | Teresina             | Piauí |
| Bandeira desconhecida | Cocal                  | Frutuoso Cardoso da Costa                 | PMDB    | Cocal                | Piauí |
| Bandeira desconhecida | Curimatá               | Estelita Guerra de Macedo Fritzen         | PMDB    | Curimatá             | Piauí |
| Bandeira desconhecida | Demerval Lobão         | Francisco de Carvalho Melo Filho          | PMDB    | Demerval Lobão       | Piauí |
| Bandeira desconhecida | Itaueira               | Osmundo de Moraes Andrade                 | PMDB    | Itaueira             | Piauí |
| Jaicós                | Jaicós                 | Antônio Crisanto de Sousa Neto            | PMDB    | Patos do Piauí       | Piauí |
| Bandeira desconhecida | Luís Correia           | Vicente José dos Santos Ribeiro           | PMDB    | Luís Correia         | Piauí |
| Bandeira desconhecida | Marcos Parente         | Juraci Alves Guimarães Rodrigues          | PMDB    | Marcos Parente       | Piauí |
| Bandeira desconhecida | Miguel Alves           | Ivan Torres                               | PMDB    | Miguel Alves         | Piauí |
| Bandeira desconhecida | Miguel Leão            | Miguel de Arêa Leão                       | PMDB    | Teresina             | Piauí |
| Bandeira desconhecida | Nazaré do Piauí        | Jorge Luís Teles de Oliveira              | PMDB    | Nazaré do Piauí      | Piauí |
| Bandeira desconhecida | Novo Oriente do Piauí  | Francisco José de Sousa Dias              | PMDB    | Inhuma               | Piauí |
| Oeiras                | Oeiras                 | Marco Antônio Nunes de Carvalho           | PMDB    | Oeiras               | Piauí |
| Bandeira desconhecida | Pedro II               | Manuel Nogueira Lima Filho                | PMDB    | Pedro II             | Piauí |
| Piracuruca            | Piracuruca             | Adelino Fortes de Moraes Melo             | PMDB    | Piracuruca           | Piauí |
| Bandeira desconhecida | Piripiri               | José Arimateia de Melo Rodrigues          | PMDB    | Piripiri             | Piauí |
| Bandeira desconhecida | Porto                  | Domingos Bacelar de Carvalho              | PMDB    | Porto                | Piauí |
| Bandeira desconhecida | Redenção do Gurgueia   | Joaquim Fonseca Santos                    | PMDB    | -                    | -     |
| Bandeira desconhecida | São Francisco do Piauí | José Clementino da Silva                  | PMDB    | Cedro                | Ceará |
|                       | São José do Piauí      | Francisco Jacó Ferreira                   | PMDB    | -                    | -     |
| Bandeira desconhecida | São Miguel do Tapuio   | Pompílio Evaristo Cardoso                 | PMDB    | São Miguel do Tapuio | Piauí |
| Teresina              | Teresina               | Heráclito de Sousa Fortes                 | PMDB    | Teresina             | Piauí |

### Prefeitos eleitos pelo PDS
O partido triunfou em 17 municípios, o equivalente a 14,41% do total.
| Bandeira              | Município           | Prefeito eleito                          | Partido | Nascido em         | UF    |
| --------------------- | ------------------- | ---------------------------------------- | ------- | ------------------ | ----- |
| Bandeira desconhecida | Alagoinha do Piauí  | Braz José Neto                           | PDS     | Alagoinha do Piauí | Piauí |
| Bandeira desconhecida | Anísio de Abreu     | Abmerval Gomes Dias                      | PDS     | Caracol            | Piauí |
| Bandeira desconhecida | Buriti dos Lopes    | Joaquim Narciso de Oliveira Castro Filho | PDS     | Parnaíba           | Piauí |
| Bandeira desconhecida | Campinas do Piauí   | Aurideia Lopes Moura                     | PDS     | Oeiras             | Piauí |
| Bandeira desconhecida | Eliseu Martins      | Adelaide Rocha Martins Cortez            | PDS     | Jerumenha          | Piauí |
| Bandeira desconhecida | Fronteiras          | Osmar Sousa                              | PDS     | Fronteiras         | Piauí |
| Bandeira desconhecida | Gilbués             | Amilton Lustosa Figueiredo               | PDS     | Gilbués            | Piauí |
| Bandeira desconhecida | Itainópolis         | José Agnelo Rodrigues de Araújo          | PDS     | Itainópolis        | Piauí |
| Bandeira desconhecida | Jerumenha           | Oséas Osório e Rocha                     | PDS     | Jerumenha          | Piauí |
| Bandeira desconhecida | José de Freitas     | José Gerardo Pontes Linhares             | PDS     | Sobral             | Ceará |
| Bandeira desconhecida | Monsenhor Hipólito  | José Ayrton Bezerra                      | PDS     | Monsenhor Hipólito | Piauí |
| Parnaíba              | Parnaíba            | Francisco de Assis Moraes Souza          | PDS     | Parnaíba           | Piauí |
| Bandeira desconhecida | Paulistana          | Manoel Luís Cunha Cavalcanti             | PDS     | Barra              | Bahia |
| Pio IX                | Pio IX              | Geraldo Abraão de Carvalho               | PDS     | Pio IX             | Piauí |
| Bandeira desconhecida | Prata do Piauí      | Antônio Maria da Silva                   | PDS     | Alto Longá         | Piauí |
| Bandeira desconhecida | Santa Cruz do Piauí | Landolfo Duarte da Fonseca               | PDS     | Picos              | Piauí |
| Bandeira desconhecida | São João do Piauí   | José Paulo de Sousa                      | PDS     | São João do Piauí  | Piauí |

### Prefeitos eleitos pelo PDC
O partido triunfou em 04 municípios, o equivalente a 3,39% do total.
| Bandeira              | Município          | Prefeito eleito            | Partido | Nascido em         | UF       |
| --------------------- | ------------------ | -------------------------- | ------- | ------------------ | -------- |
| Bandeira desconhecida | Amarante           | João de Miranda Peixoto    | PDC     | Guajará-Mirim      | Rondônia |
| Bandeira desconhecida | Dom Expedito Lopes | José Belo de Sousa         | PDC     | Dom Expedito Lopes | Piauí    |
| Bandeira desconhecida | Ipiranga do Piauí  | Vicente de Moura Rabelo    | PDC     | Ipiranga do Piauí  | Piauí    |
| Bandeira desconhecida | Socorro do Piauí   | Salomão Rodrigues de Sousa | PDC     | Socorro do Piauí   | Piauí    |

### Prefeitos eleitos pelo PDT
O partido triunfou em 03 municípios, o equivalente a 2,54% do total.
| Bandeira              | Município                  | Prefeito eleito                | Partido | Nascido em                 | UF    |
| --------------------- | -------------------------- | ------------------------------ | ------- | -------------------------- | ----- |
| Bom Jesus             | Bom Jesus                  | Adelmar Moreno Benvindo        | PDT     | Bom Jesus                  | Piauí |
| Bandeira desconhecida | Campo Maior                | Raimundo Nonato Bona Carboreto | PDT     | Campo Maior                | Piauí |
| Bandeira desconhecida | Nossa Senhora dos Remédios | Delson Castelo Branco Rocha    | PDT     | Nossa Senhora dos Remédios | Piauí |

### Prefeitos eleitos pelo PSB
O partido triunfou em 02 municípios, o equivalente a 1,70% do total.
| Bandeira            | Município           | Prefeito eleito            | Partido | Nascido em          | UF    |
| ------------------- | ------------------- | -------------------------- | ------- | ------------------- | ----- |
| Monsenhor Gil       | Monsenhor Gil       | Aristides Reis Pereira     | PSB     | Teresina            | Piauí |
| São Raimundo Nonato | São Raimundo Nonato | Hamilton da Silva Baldoíno | PSB     | São Raimundo Nonato | Piauí |